# Gotha G.II
 (février 2020).
Si vous disposez d'ouvrages ou d'articles de référence ou si vous connaissez des sites web de qualité traitant du thème abordé ici, merci de compléter l'article en donnant les références utiles à sa vérifiabilité et en les liant à la section « Notes et références ».
Le Gotha G.II était un bombardier lourd utilisé par la Luftstreitkräfte (armée de l'air du IIe Reich allemand) pendant la Première Guerre mondiale.

## Design et développement
Le Gotha G.II était un biplan dessiné par Hans Burkhard, qui avait revu le design d'Oskar Ursinus pour le G.I dans le but de rendre sa production à grande échelle possible. Il abandonna la forme originale du G.I et lui préférera une configuration plus conventionnelle avec un fuselage monté sur l'aile inférieur plutôt que sur l'aile de dessus (comme c'était le cas sur le G.I). Cette décision fut prise avec des pilotes expérimentés qui purent le conseiller. La poussée asymétrique créée avec la perte d'un moteur (sur un bimoteur) n'était pas un problème si important, le design atypique d'Ursinus répondait donc à un problème qui n'en était pas forcément un. De plus Burkhard eu l'occasion de reconstruire un G.I (numéro de série 9/15), il réarrangea ses composants et plaça le fuselage sur l'aile du dessous. Le design fut efficace, rendant l’atterrissage moins dangereux pour l'équipage.
Le G.II nécessite 3 hommes pour fonctionner. Son armement défensif se compose de 2 mitrailleuses de 7,92 mm. La partie avant du fuselage est en contreplaqué. Le fuselage et deux nacelles sont montés sur l'aile du dessous. Chaque nacelle est composée d'un réservoir d'essence et d'huile ainsi qu'un moteur Mercedes D.IV. Le train d'atterrissage était original, une paire de roues posée sous chaque nacelle. Cet arrangement devait empêcher les pilotes de faire basculer leur avion au moment de l'atterrissage. Les nacelles et le châssis sont interchangeables et permettent une forte production et une réparation de l'avion plus facile. L'avion devait pouvoir être entièrement démontable, rapidement et pouvant par conséquent être rapidement transportable. Le fuselage, les moteurs et les ailes sont censés tenir sur trois wagons plateforme.
Le premier prototype du G.II vola en mars 1916, les tests révélèrent quelques lacunes. Le problème le plus important était que l'avion n'était pas capable de transporter les bombes demandées par l'Idflieg. Le problème fut résolu par un design de l'aile, son envergure fut agrandie. Au même moment, la structure à 2 baies de largage fut changée en 3 baies. Le second problème est au niveau du châssis, l'avion est incontrôlable au sol. Mais encore une fois une solution fut trouvée. D'autre modification inclut un nouvel aileron à corne balancée et une ailette triangulaire verticale. C'est dans cette configuration que la production du G.II commença en avril 1916.

## Le G.II en opération
Le G.II entre en service en août 1916, avec 8 avions sur le lot initial de 10 déployés dans les Balkans. Les deux autres, un reste avec Gothaer et l'autre sera gravement endommagé durant une évaluation. Aujourd’hui nous ne savons rien à propos des performances au combat, mais sur les 8 en service pas plus de 4 semblent avoir été opérationnels en même temps (en octobre 1916). En février 1917, le chiffre descend à un seul avion, et en avril plus aucun. Une partie du problème est sans aucun doute lié aux moteurs. Les Mercedes D.IV souffraient de vibration au vilebrequin résultant de bon nombre de soucis sur cette pièce.
- Empire allemand
  - Kampfgeschwader 4, Staffel 20

## Spécifications (G.II)
Caractéristiques générales
- Équipage: 3
- Longueur: 12,2 m
- Hauteur: 3,9 m
- Superficie des ailes: 89,5 m2
- Poids à vide: 2,182 kg
- Poids maximum pour le décollage: 3 192 kg
- Motorisation: 2 × Mercedes D.IV 8 cylindres liquide refroidissement à piston en ligne, 160 kW
- Hélice: 2 ou 4 lames fixée dans les nacelles sur les moteurs

Performance
- Vitesse maximum: 135 km/h
- Endurance: 4 heures
- Rapport vitesse altitude: 107 m/min
- Temps pour atteindre l'altitude:
  - 3 000 m en 28 minutes
  - 4 000 m en 41 minutes

Armement
- Mitrailleuse: 2 × 7,92 mm Parabellum MG14 mitrailleuse
- Bombes: 14 × 10 kg bombes